# Устика (коммуна)
У́стика (итал. Ustica) — коммуна в Италии, 1310 жителей. Располагается в регионе Сицилия, в провинции Палермо. Муниципальная территория совпадает с одноименным островом и прилегающими скалами.
В дополнение к официальному итальянскому языку, в Устике говорят на сицилийском языке в его западном варианте. По данным ISTAT на 31 декабря 2009 года в посёлке проживало 26 иностранцев.
Покровителем селения считается святой апостол Варфоломей, празднование 24 августа. Выбор святого покровителя связывают колонистами из Липари, которые поселились на острове в 1763 году. Мероприятия, связанные с празднованием, включают в себя гонки на лодках, разбивание горшков, представления и фейерверки. Праздник Festa di San Bartolicchio отмечается 19 сентября в честь небольшой статуи святого апостола Варфоломея в общине Oliastrello.
Madonna dei Pescatori — шествие, совершаемое в последнее воскресенье мая; начинается от церкви Девы Марии и заканчивается в порту после банды страны. Процессия продолжается в море, где статуя Мадонны загружается на рыбацкую лодку и совершает обход острова. Завершает праздник дегустация жареной рыбы.

## Типичные продукты и изделия
- Чечевица органического выращивания. Это самая мелкая чечевица в Италии, она включена в список продуктов, находящихся под угрозой исчезновения (см. также «Anticchia I Linticchia»).
- Насса, специальный рыболовный садок.